# روبرت بيت وليامز
روبرت بيت وليامز (بالإنجليزية: Robert Pete Williams)‏ هو مغن مؤلف وموسيقي أمريكي، ولد في 14 مارس 1914 في لويزيانا في الولايات المتحدة، وتوفي بنفس المكان في 31 ديسمبر 1980.

## وصلات خارجية
- روبرت بيت وليامز على موقع IMDb (الإنجليزية)
- روبرت بيت وليامز على موقع ميوزك برينز (الإنجليزية)
- روبرت بيت وليامز على موقع ديسكوغز (الإنجليزية)